# Адаптивна організаційна структура
Адапти́вна організаці́йна структура́ — організаційна структура фірми, здатна оперативно пристосуватися до нових завдань фірми, а також до економічних, правових та інших умов на національному, світовому ринках.

Матрична організаційна структура

У літературі й управлінській практиці виділені три основні типи організаційних структур:
- лінійна;
- функціональна;
- адаптивна.

Адаптивна організаційна структура здатна змінюватися (адаптуватися) до вимог середовища (за аналогією з живими організмами). 
Виділяються наступні типи адаптивних організаційних структур:
- проектна — тимчасова структура, для виконання проекту збирається в команду група фахівців, після завершення проекту група розпускається;
- матрична — функціонально-цільова структура, по одній стороні матриці будується управління по окремих сферах діяльності організації, по іншій стороні здійснюється управління продуктами або проектами.